# USS LST-869
El USS LST-869 fue un buque de desembarco de tanques clase LST-542 de la Armada de los Estados Unidos construido por el Jeffersonville Boat & Machinery Co. de Indiana. Fue puesto en grada el 27 de octubre de 1944, botado el 11 de diciembre de ese mismo año —amadrinado por Janie G. Ray— y puesto en servicio el 6 de enero de 1945, a cargo del teniente E. J. Malloy.
Tras el fin de la Segunda Guerra Mundial, cumplió funciones en la ocupación del Extremo Oriente, prestando servicio en China hasta mediados de abril de 1946. De vuelta en los Estados Unidos, fue descomisionado el 31 de julio de 1946 y su nombre removido de la lista naval el 28 de agosto de ese mismo año. El 26 de diciembre de 1946, fue vendido a Pablo N. Ferrari & Co.
Bajo la propiedad del mencionado particular, el buque se llamó «Doña Micaela». En 1947 y 1948, la República Argentina compró un lote de catorce buques clase LST-542, entre ellos el Doña Micaela. Comisionado con la Armada Argentina, recibió la designación «BDT N.º 8». Pocos años después, en 1952, la Armada vendió a este barco a la Dirección General de Combustibles Sólidos Minerales, quien lo bautizó «Río Turbio».